# Puccinia duthiae
Puccinia duthiae ist eine Ständerpilzart aus der Ordnung der Rostpilze (Pucciniales). Der Pilz ist ein Endoparasit von Barleria cuspidata, Bothriochloa- und Andropogon-Arten sowie Dichanthium annulatum. Symptome des Befalls durch die Art sind Rostflecken und Pusteln auf den Blattoberflächen der Wirtspflanzen. Sie ist in den Tropen der alten Welt verbreitet.

## Merkmale

### Makroskopische Merkmale
Puccinia duthiae ist mit bloßem Auge nur anhand der auf der Oberfläche des Wirtes hervortretenden Sporenlager zu erkennen. Sie wachsen in Nestern, die als gelbliche bis braune Flecken und Pusteln auf den Blattoberflächen erscheinen.

### Mikroskopische Merkmale
Das Myzel von Puccinia duthiae wächst wie bei allen Puccinia-Arten interzellulär und bildet Saugfäden, die in das Speichergewebe des Wirtes wachsen. Die Aeciosporen der Art sind kugelig, runzlig und 17–22 × 17–22 µm. Die zimtbraunen Uredien des Pilzes wachsen meist unterseitig auf den Blattoberflächen der Wirtspflanze. Ihre ebenfalls zimtbraunen Uredosporen sind oval, 26–32 × 18–23 µm groß und fein stachelwarzig. Die blattunterseitig wachsenden Telien der Art sind schwarzbraun, früh offenliegend und kompakt. Die haselnussbraunen Teliosporen sind zweizellig, in der Regel breitellipsoid und 25–42 × 22–27 µm groß; ihre Stiele sind gelblich bis bräunlich und bis zu 120 µm lang.

## Verbreitung
Das bekannte Verbreitungsgebiet von Puccinia duthiae reicht von Südafrika und Tansania über Indien und China bis Australien.

## Ökologie
Die Wirtspflanzen von Puccinia duthiae sind Barleria cuspidata für den Haplonten, Bothriochloa- und Andropogon-Arten sowie Dichanthium annulatum für den Dikaryonten. Der Pilz ernährt sich von den im Speichergewebe der Pflanzen vorhandenen Nährstoffen, seine Sporenlager brechen später durch die Blattoberfläche und setzen Sporen frei. Die Art verfügt über einen Entwicklungszyklus mit Telien, Uredien, Spermogonien und Aecien und vollzieht einen Wirtswechsel.